# Передання неповнолітнього під нагляд
Передання неповнолітнього під нагляд — це особливий запобіжний захід, який полягає в передачі неповнолітніх підозрюваних чи обвинувачених під нагляд батьків, опікунів чи піклувальників або передачі під нагляд адміністрації дитячої установи (якщо неповнолітній виховується у ній).

## Суть
Способом запобігання є виконання зазначеними особами письмового зобов’язання забезпечити належну поведінку обвинуваченого (підозрюваного) та його прибуття за викликом. Це досягається шляхом психологічної впливу, бо цей вплив застосовується особами, які за законом зобов'язані піклуватися про неповнолітніх.
Суд збирає відомості про особу батьків (чи інших суб'єктів) та їхні стосунки з неповнолітнім, з'ясовуючи їхню реальну можливість здійснювати нагляд за ним. Якщо така можливість є, то слідчий суддя або суд виносить ухвалу про передання неповнолітнього під нагляд. При цьому суд враховує тяжкість злочину, індивідуальні вікові та психологічні особливості неповнолітнього, його стан здоров'я, місце проживання тощо.  Ухвала не може бути оскаржена. 
Неповнолітній, а також батьки чи інші особи повинні надати свою згоду на застосування цього запобіжного заходу. При цьому особи, під нагляд яких передається неповнолітній, попереджаються про характер підозри чи обвинувачення неповнолітнього, а також про відповідальність у разі порушення взятого на себе зобов'язання. Вони також мають право відмовитись від подальшого виконання цього зобов'язання, заздалегідь повідомивши про це.
Особливістю цього запобіжного заходу є те, що його може бути застосовано лише до неповнолітніх (поряд з іншими запобіжними заходами), а здійснювати нагляд можуть лише особи, які за законом повинні виконувати виховні функції. Питання передання неповнолітнього під нагляд розглядається за загальними правилами обрання запобіжного заходу.
При порушенні зобов'язання на батьків, опікунів і піклувальників накладається грошове стягнення від двох до п'яти розмірів прожиткового мінімуму для працездатних осіб.
Цей запобіжний захід застосовується рідко (тричі у 2022 році).